# Gravenmolen
Gravenmolen was een restaurant in Amsterdam, Nederland. Het had één Michelinster in de periode 1972-1976.
Chef-kok van Gravenmolen was Cees Gravendaal. Andere chef-koks waarvan de namen bekend zijn, zijn de heren Esvelt (1978) en A. Koene.